# 池田伸康
池田 伸康（いけだ のぶやす、1970年5月18日 - ）は、日本の元サッカー選手、現サッカー指導者である。埼玉県浦和市（現：さいたま市）出身。ポジションはミッドフィルダー（攻撃的MF、守備的MF）、フォワード（ウインガー）。

## 経歴
小学時代の1982年にFC浦和の一員として全日本少年サッカー大会に出場し3位入賞と優秀選手に選出された。中学時代は地元の浦和ルーテル学院へ通学しながら、クラブチームのロクFCでサッカーを学んだ。高校は強豪の帝京高等学校へ進学。帝京高等学校サッカー部では、2学年上に岩本三郎、巻田清一、1学年上に飯島寿久、本田泰人、礒貝洋光、島根聡一、森山泰行、同期に遠藤雅大（昌浩）、保坂信之、浅沼達也、2学年下に森下仁志がいる。2年次から日本ユース代表クラスの選手を多数擁する同校のレギュラーとなったが、1987年度の高校総体ベスト4、高校選手権ベスト8進出が最高成績に終わった。
1993年早稲田大学卒業後、地元の浦和レッズへ入団し、前年に退団したオスバルド・サルバドル・エスクデロの後継者としてトップチームに定着しスタメンで起用される事が増え、ゴールを決めた後には、ビスマルクのお祈りに対抗したお焼香ポーズでサポーターを盛り上げた。
引退後は指導者として浦和レッズの下部組織の育成に携わり、2023年からトップチームのコーチを務めている。
2024年8月27日、ペア・マティアス・ヘグモ監督の解任に伴い、マチェイ・スコルジャ監督の招聘が発表されたものの、来日まで時間を要したため、暫定監督として指揮を執ることとなった。9月5日、スコルジャ監督の来日に目処がついたため暫定監督として指揮したのはJ1第29節・町田戦のみとなった。

## 私生活
- 元サッカー選手で指導者の池田誠剛は兄。
- 1995年にレスリング選手の山本美憂と結婚したが1999年に離婚した[3]。美憂との間にはレスリング選手・総合格闘家の山本アーセン（出生名：池田怜）をもうけている。

## 所属クラブ
ユース経歴
- ロクFC
- 帝京高等学校
- 早稲田大学

プロ経歴
- 1993年 - 1999年 浦和レッズ
- 2000年 川崎フロンターレ
- 2001年 - 2002年 水戸ホーリーホック

## 個人成績
| 国内大会個人成績 | 国内大会個人成績 | 国内大会個人成績 | 国内大会個人成績 | 国内大会個人成績 | 国内大会個人成績 | 国内大会個人成績 | 国内大会個人成績 | 国内大会個人成績 | 国内大会個人成績 | 国内大会個人成績 | 国内大会個人成績 |
| 年度             | クラブ           | 背番号           | リーグ           | リーグ戦         | リーグ戦         | リーグ杯         | リーグ杯         | オープン杯       | オープン杯       | 期間通算         | 期間通算         |
| 年度             | クラブ           | 背番号           | リーグ           | 出場             | 得点             | 出場             | 得点             | 出場             | 得点             | 出場             | 得点             |
| 日本             | 日本             | 日本             | 日本             | リーグ戦         | リーグ戦         | リーグ杯         | リーグ杯         | 天皇杯           | 天皇杯           | 期間通算         | 期間通算         |
| ---------------- | ---------------- | ---------------- | ---------------- | ---------------- | ---------------- | ---------------- | ---------------- | ---------------- | ---------------- | ---------------- | ---------------- |
| 1993             | 浦和             | -                | J                | 12               | 0                | 0                | 0                | 0                | 0                | 12               | 0                |
| 1994             | 浦和             | -                | J                | 27               | 3                | 0                | 0                | 0                | 0                | 27               | 3                |
| 1995             | 浦和             | -                | J                | 21               | 0                | -                | -                | 2                | 0                | 23               | 0                |
| 1996             | 浦和             | -                | J                | 17               | 0                | 5                | 0                | 0                | 0                | 22               | 0                |
| 1997             | 浦和             | 18               | J                | 9                | 0                | 0                | 0                | 0                | 0                | 9                | 0                |
| 1998             | 浦和             | 18               | J                | 6                | 0                | 0                | 0                | 2                | 0                | 8                | 0                |
| 1999             | 浦和             | 14               | J1               | 15               | 1                | 0                | 0                | 0                | 0                | 15               | 1                |
| 2000             | 川崎             | 32               | J1               | 9                | 1                | 0                | 0                | 1                | 0                | 10               | 1                |
| 2001             | 水戸             | 10               | J2               | 8                | 1                | 1                | 0                | 2                | 0                | 11               | 1                |
| 2002             | 水戸             | 10               | J2               | 21               | 0                | -                | -                | 2                | 0                | 23               | 0                |
| 通算             | 日本             | 日本             | J1               | 116              | 5                | 5                | 0                | 5                | 0                | 126              | 5                |
| 通算             | 日本             | 日本             | J2               | 29               | 1                | -                | -                | 4                | 0                | 33               | 1                |
| 総通算           | 総通算           | 総通算           | 総通算           | 145              | 6                | 5                | 0                | 9                | 0                | 159              | 6                |

## 代表歴
- 1988年 U-20日本代表
- 1989年 - 1992年 U-23日本代表

## 指導歴
- 2004年 - 浦和レッズ
  - 2004年 - 2006年 普及グループ コーチ
  - 2006年 - 2009年 ジュニアユース コーチ（U-14 担当）
  - 2010年 - 2012年 ジュニアユース 監督
  - 2013年 - 2016年 ユース コーチ
  - 2017年 - 2017年8月 ジュニアユース コーチ
  - 2017年8月 - 2019年5月 トップチーム コーチ
  - 2019年5月 - 2022年 ユース 監督
  - 2023年 - トップチーム コーチ
    - 2024年8月 - 同年9月 トップチーム 暫定監督

## 監督成績
| 年度 | 所属 | クラブ | リーグ戦 | リーグ戦 | リーグ戦 | リーグ戦 | リーグ戦 | リーグ戦 | カップ戦       | カップ戦 |
| 年度 | 所属 | クラブ | 順位     | 勝点     | 試合     | 勝       | 分       | 敗       | ルヴァンカップ | 天皇杯   |
| ---- | ---- | ------ | -------- | -------- | -------- | -------- | -------- | -------- | -------------- | -------- |
| 2024 | J1   | 浦和   | 12位     | 1        | 1        | 0        | 1        | 0        | -              | -        |

- 2024年は暫定監督として第29節のみの指揮。
- 順位は退任時点での順位。